# Каратал (Ерейментауский район)
Карата́л (каз. Қаратал) — село в Ерейментауском районе Акмолинской области Казахстана. Входит в состав Куншалганского сельского округа. Код КАТО — 114645200.

## География
Село расположено в южной части района, на расстоянии примерно 65 километров (по прямой) к югу от административного центра района — города Ерейментау, в 10 километрах к югу от административного центра сельского округа — села Куншалган.
Абсолютная высота — 549 метров над уровнем моря.
Ближайшие населённые пункты: село Белоярка — на юго-западе, село Куншалган — на севере.
Близ села проходит проселочная автодорога «Турген — Еркиншилик».

## Население
В 1989 году население села составляло 312 человека (из них казахи — 52 %, украинцы — 38 %).
В 1999 году население села составляло 234 человека (119 мужчин и 115 женщин). По данным переписи 2009 года, в селе проживало 147 человек (79 мужчин и 68 женщин).
| Численность населения | Численность населения | Численность населения |
| 1989                  | 1999                  | 2009                  |
| --------------------- | --------------------- | --------------------- |
| 312                   | ↘234                  | ↘147                  |

## Известные уроженцы
- Каликов, Аманжол Каликович (род. 1921) — казахский советский общественно-политический деятель.

## Улицы
- ул. Бейбитшилик
- ул. Достык
- ул. Тауелсиздик